# Bamwardaria
Bamwardaria is een vliegengeslacht uit de familie van de roofvliegen (Asilidae).

## Soorten
- B. josephi Hradský, 1983